# Franz Weinberger
Franz Weinberger (* 21. Oktober 1955 in Altheim) ist ein österreichischer Politiker (ÖVP). Weinberger ist Bürgermeister der Gemeinde Altheim und war von 1997 bis Anfang 2018 Abgeordneter zum Oberösterreichischen Landtag.

## Ausbildung und Beruf
Weinberger besuchte die Volks- und Hauptschule in Altheim und absolvierte danach eine Lehre als Landmaschinenmechaniker in der Innviertler Lagerhausgenossenschaft in Geinberg. Weinberger war bis 1991 für die Ersatzteilbewirtschaftung des Betriebs verantwortlich und war ab 1984 Betriebsratsobmann der Angestellten des Betriebs. Danach war er noch geringfügig beschäftigt. Ab 1989 war Weinberger Kammerrat der Landarbeiterkammer Linz und ab 1991 Obmann des Reinhalteverbands Altheim.

## Politik
Franz Weinberger ist seit dem 19. Oktober 1991 Bürgermeister der Gemeinde Altheim und seit 2003 Bezirksparteiobmann der ÖVP im Bezirk Braunau am Inn.
Ab dem 31. Oktober 1997 vertrat Weinberger die ÖVP im oberösterreichischen Landtag, in der XXVI. Gesetzgebungsperiode war er Mitglied im Ausschuss für Verfassung und Verwaltung, im Ausschuss für Finanzen sowie im Bauausschuss. Am 25. Jänner 2018 legte er sein Landtagsmandat zurück, als Landtagsabgeordneter folgte ihm Gerald Weilbuchner nach.

## Privates
Franz Weinberger ist verheiratet und hat drei Kinder.

## Auszeichnungen
- 2019: Goldenes Ehrenzeichen des Landes Oberösterreich[2]